# Silbersee (Burbach)
Der Silbersee ist ein grundwassergespeistes Stillgewässer in einem ehemaligen Basaltsteinbruch südlich der Landstraße 911 zwischen Lippe und Emmerzhausen.
Südlich gelegen ist der Höllenkopf (628 m ü. NHN). Der See liegt zu 90 % in der Gemeinde Burbach (Nordrhein-Westfalen), die restlichen 10 % liegen in der Gemeinde Daaden (Rheinland-Pfalz).
Der See verfügt weder über einen Zufluss noch einen Abfluss.
Im See finden sich einige Fischarten. Neben Karpfen, Barschen und Schleien gibt es auch Süßwasserkrebse. Das Wasser ist auch im Sommer recht klar.
Seit 1998 wird der See gemeinschaftlich durch den Tauchclub Hickengrund, den DLRG Betzdorf-Kirchen und die Tauchsportgruppe Daaden gepachtet.
Die Pacht beträgt 0 Euro jährlich.
Bis vor ein paar Jahren war der See ein beliebtes Erholungsziel für die Bevölkerung der Umgebung.
Aktuell ist das Betreten des Geländes um den See herum, außer für Vereinsmitglieder, verboten.
Ausschlaggebend für das Verbot dürfte die Verschmutzung des den See umgebenden Geländes durch Müll der zahlreichen Besucher gewesen sein.